# Piedmont (Oklahoma)
Piedmont és una ciutat dels Estats Units a l'estat d'Oklahoma. Segons el cens del 2000 tenia 3.650 habitants.

## Demografia
Segons el cens del 2000, Piedmont tenia 3.650 habitants, 1.226 habitatges, i 1.083 famílies. La densitat de població era de 32,2 habitants per km².
Dels 1.226 habitatges en un 49,3% hi vivien nens de menys de 18 anys, en un 78,4% hi vivien parelles casades, en un 7,2% dones solteres, i en un 11,6% no eren unitats familiars. En el 9,9% dels habitatges hi vivien persones soles el 2,8% de les quals corresponia a persones de 65 anys o més que vivien soles. El nombre mitjà de persones vivint en cada habitatge era de 2,98 i el nombre mitjà de persones que vivien en cada família era de 3,18.
Per edats la població es repartia de la següent manera: un 31,5% tenia menys de 18 anys, un 6,4% entre 18 i 24, un 32,5% entre 25 i 44, un 23,2% de 45 a 60 i un 6,4% 65 anys o més.
L'edat mediana era de 35 anys. Per cada 100 dones de 18 o més anys hi havia 97,3 homes.
Entorn del 4% de les famílies i el 3,9% de la població estaven per davall del llindar de pobresa.

## Poblacions més properes
El següent diagrama mostra les poblacions més properes.